# Владимировка (Недригайловский район)
Владимировка (укр. Володимирівка) — село, Терновский поселковый совет, Недригайловский район, Сумская область, Украина.
Код КОАТУУ — 5923555602. Население по переписи 2001 года составляло 60 человек .

## Географическое положение
Село Владимировка находится на левом берегу реки Бобрик, выше по течению на расстоянии в 1,5 км расположено село Беликовка, ниже по течению на расстоянии в 3 км расположен пгт Терны. По селу протекает пересыхающий ручей с запрудой. Рядом проходит автомобильная дорога Т-2504.